# Escharella guernei
Escharella guernei is een mosdiertjessoort uit de familie van de Escharellidae. De wetenschappelijke naam van de soort is, als Smittia guernei, voor het eerst geldig gepubliceerd in 1903 door Jullien & Calvet.